# Zwitsers grondwettelijk referendum 1848

Het Zwitsers grondwettelijk referendum van 1848 vond plaats in Zwitserland op 6 juni 1848. De nieuwe Zwitserse Grondwet, die van het land een federale staat maakte, werd goedgekeurd door 72,8 % van de kiezers en een meerderheid van de kantons.

## Achtergrond
De goedkeuring van de Zwitserse Grondwet van 1848 was onderworpen aan een dubbele meerderheid. Zowel de bevolking als de kantons dienden immers de grondwet aan te nemen. De beslissing van een kanton was gebaseerd op de beslissing van meerderheid de kiezers in dat kanton. Hele kantons hebben daarin één stem, halfkantons slechts een halve.

## Resultaat
| Keuze           | Bevolking | Bevolking | Kantons | Kantons | Kantons |
| Keuze           | Stemmen   | %         | Vol     | Half    | Totaal  |
| --------------- | --------- | --------- | ------- | ------- | ------- |
| Voor            | 145.584   | 72,8      | 14      | 3       | 15,5    |
| Tegen           | 54.320    | 27,2      | 5       | 3       | 6,5     |
| Ongeldig/blanco |           | –         | –       | –       | –       |
| Totaal          | 199.904   | 100       | 19      | 6       | 22      |